# Werther's Original
Werther's Original (tot in de jaren 90 "Werthers Echte" genoemd) is de merknaam van een snoepje op basis van room en boter.
De naam Werther's Original verwijst naar het stadje Werther nabij Bielefeld, waar dit snoepgoed in 1909 werd uitgevonden door de suikerbakker Gustav Nebel. De gekaramelliseerde bonbons bevatten gestolde boter, suiker, room en zout en blijven in de mond lang heel, alhoewel men ze in stukken kan bijten. Ze smaken enigszins naar vanille. In Nederland heet dit soort snoep roomboterbabbelaar, in West-Vlaanderen noemt men dit soort snoep boterspek.
Het snoepgoed zit in goudgele papiertjes verpakt. Het wordt door August Storck in Halle geproduceerd.